# Бобровников, Павел Андреевич
Павел Андреевич Бобровников (4 марта 1905, Киев — 1985) — советский морской офицер, капитан 1-го ранга, командир эскадренных миноносцев «Железняков», «Фрунзе», соединений эсминцев. Участник обороны Одессы, обороны Севастополя, битвы за Кавказ.

## Биография
Родился в городе Киев в 4 марта 1905 году. В рядах РККА с октября 1927 года.
В 1932 году окончил Военно-морское училище имени М. В. Фрунзе. Проходил на линкоре «Парижская коммуна». В 1935 году окончил спецкурсы комсостава РККФ. В дальнейшем служил в должности дивизионного артиллериста, начальника штаба дивизиона канонерских лодок Черноморского флота, командира эскадренных миноносцев «Железняков», «Фрунзе».

### Оборона Одессы
22 августа 1941 года в Одессу из Севастополя для поддержки артиллерийским огнем прибыл отряд из крейсера «Красный Крым» и эскадренные миноносцы «Фрунзе» и «Дзержинский». В этот же день эсминец «Фрунзе», командир — капитан-лейтенант П. А. Бобровников получил приказ обстрелять противника в районе Свердловка и Чебанка. Эскадренный миноносец выполнил артналёт, несмотря на противодействие береговых батарей противника. По расположению вражеских войск было выпущено 140 снарядов.
28 августа 1941 года крейсер «Червона Украина», лидер «Ташкент», эскадренные миноносцы «Смышленый», «Фрунзе», «Шаумян» и канонерская лодка «Красная Грузия» поддерживали артиллерийским огнем части восточного сектора обороны Одессы в районе деревень Ильинка, Чебанка, Новая Дофиновка, Гильдендорф. Корабли под командованием контр-адмирала Д. Д. Вдовиченко успешно выполнили поставленную перед ними задачу. Огнем они подавили батарею противника, которая обстреливала Одессу. Маневрируя и прикрываясь дымовыми завесами, вел контрбатарейную борьбу с вражеской артиллерией эскадренный миноносец «Фрунзе». Один тяжелый снаряд попал в корабль, на стыке борта и палубы в районе машинного отделения образовалась пробоина. Механизмы не были повреждены. Пробоина была быстро заделана. Осколками был убит один и ранено четыре моряка, в том числе командир корабля П. А. Бобровников, который не покинул мостика до окончания операции. П. А. Бобровников оказался в госпитале. Временное командование эсминцем принял капитан 3-го ранга В. Н. Ерошенко, командир лидера «Ташкент».
Эсминец «Фрунзе» был потоплен немецкой авиацией при переходе из Севастополя в Одессу 21 сентября 1941 года. На корабле находился контр-адмирал Л. А. Владимирский, который должен был согласовать в Одессе с командующим ООР план взаимодействия войск при намеченным на следующий день десантом в районе деревни Григорьевка. На эсминце находилось около 160 человек. 50 человек погибло.

### Оборона Севастополя
Капитан-лейтенант П. А. Бобровников, поправившийся после ранения, получил под командование эсминец «Незаможник» (в должности с сентября 1941 года по 20 марта 1943 года).
21 декабря 1941 года отряд боевых кораблей во главе с командующим флотом вице-адмиралом Ф. С. Октябрьским в составе крейсера «Красный Кавказ», шедшего под флагом командующего, крейсера «Красный Крым», лидера «Харьков», эсминца «Бодрый» и эсминца «Незаможник» (командир — капитан III ранга П. А. Бобровников), имея на борту кораблей 79-ю отдельную стрелковую бригаду и батальон 9-й бригады морской пехоты, подошел к Севастополю. Из-за плохой видимости отряд не смог обнаружить встречающий тральщик, и командующий флотом дал телеграмму: «Будем заходить фарватером № 2». В 13 часов отряд под огнем противника прорвался в Северную бухту. 79-я бригада была сразу высажена в глубине Северной бухты, в районе Сухарной балки.
Под командованием П. А. Бобровникова эсминец «Незаможник» участвовал в Керченско-Феодосийской десантной операции как корабль поддержки десанта. Благодаря отлично проведенной высадке десанта в порт Феодосии был обеспечен общий успех всей десантной операции с целью овладения Керченским полуостровом. Участвовал в обороне Севастополя, командуя эскадренным миноносцем «Незаможник», конвоировал суда, следовавшие в Севастополь, перевозил войска, боеприпасы, оружие. Каждый рейс был прорывом через минные поля под постоянной угрозой атаки со стороны подводных лодок, торпедных катеров, авиации.
В 1943 году капитан 2-го ранга Бобровников командовал 2-м дивизионом эсминцев ЧФ.
С 1943 года занимался переброской войск между портами Кавказа. Участвовал в десантной операции в районе Южной Озерейки, в переброске войск и грузов между портами Кавказа. В дальнейшем принимал участие в освобождении Кавказа и юга Украины.

### После войны
Командовал достроенным в 1945 году эсминцем «Огневой». Командовал силами охраны водного района Главной базы ЧФ.
Вышел в отставку 1 августа 1956 года в звании капитана 1-го ранга.
Скончался в 1985 году.

## Награды[1]
- Орден Красного Знамени (29.12.1941)
- Орден Красного Знамени (14.11.1942)
- Орден Отечественной войны I степени (01.05.1944)
- Орден Красной Звезды (03.11.1944)
- Орден Нахимова II степени (13.08.1945)
- Орден Красного Знамени (06.11.1947)
- Орден Ленина (30.04.1954)

- медаль «За оборону Одессы» (22.12.1942)
- медаль «За оборону Севастополя» (22.12.1942)
- медаль «За оборону Кавказа» (01.05.1944)
- медаль «За победу над Германией в Великой Отечественной войне 1941—1945 гг.» (09.05.1945)

### Иностранные
- Орден Британской империи 4-й степени (1944).